# Filosofia no século XVIII
O século XVIII foi marcado por uma produtividade filosófica abundante, sendo tradicionalmente visto através da imagem do movimento social e intelectual do Iluminismo, como também considerado o momento culminante da filosofia moderna, ainda que a pesquisa acadêmica contemporânea enfatize que o século não se reduz à ambos, contendo uma pluralidade de tendências e elaborações que escapam às classificações canônicas do período.

## Acontecimentos
- Iluminismo

## Pensadores
- Thomas Abbt
- Gottfried Achenwall
- Jean Le Rond d’Alembert
- John Arbuthnot
- John Balguy
- Joseph Banks
- Jean Barbeyrac
- Johann Bernhard Basedow
- Friedrich Christian Baumeister
- Alexander Gottlieb Baumgarten
- Andrew Baxter
- Pierre Bayle
- James Beattie
- Cesare Beccaria
- Jeremy Bentham
- George Berkeley
- Daniel Bernoulli
- Georg Bernhard Bilfinger
- Hugh Blair
- Johann Blumenbach
- Johann Jakob Bodmer
- Hermann Boerhaave
- Nicolas Boileau-Despréaux
- Justus Henning Böhmer
- Charles Bonnet
- Roger Joseph Boscovich
- Louis Bourguet
- Johann Jakob Breitinger
- Johann Jakob Brucker
- Johann Franz Budde
- George Louis LeClerc Buffon
- Edmund Burke
- Jean-Jacques Burlamaqui
- James Burnett, Lorde Monboddo
- Joseph Butler
- Archibald Campbell
- George Campbell

- Joachim Heinrich Campe

- Gershom Carmichael

- Samuel Clarke

- Anthony Collins

- Etienne Bonnot Condillac

- Jean-Antoine-Nicolas Caritat Condorcet

- John Craig
- Christian August Crusius
- Georges Cuvier
- Louis-Jean-Marie Daubenton
- John Theophilus Desaguliers
- Pierre Des Maizeaux
- Denis Diderot
- Christian Konrad Wilhelm von Dohm
- Jean-Baptiste Du Bos
- Émilie du Châtelet
- William Duncan
- Johann August Eberhard
- Jonathan Edwards
- Frederik Christian Eilschov
- William Enfield
- Johann Jakob Engel
- Leonhard Euler
- Johann Georg Heinrich Feder
- Adam Ferguson
- Paul Johann Anselm von Feuerbach
- Johann Gottlieb Fichte
- Gaetano Filangieri
- Bernard Le Bovier de Fontenelle
- David Fordyce
- Johann Georg Adam Forster
- Benjamin Franklin
- Nicolas Fréret
- Frederico II da Prússia
- Ferdinando Galiani
- Christian Garve
- Friedrich von Gentz
- Alexander Gerard
- Pietro Giannone
- Edward Gibbon
- Johann Christoph Gottsched
- William Godwin
- Willem Jacob ’s Gravesande
- Friedrich Melchoir Grimm
- Nicolaus Hieronymus Gundling
- Albrecht von Haller
- Johann Georg Hamann
- James Harris
- David Hartley
- Georg Wilhelm Friedrich Hegel
- Claude Adrien Helvétius
- Johann Gottfried Herder
- Markus Herz
- Karl Heinrich Heydenreich
- Michael Hissmann
- Benjamin Hoadly
- Barão d'Holbach
- Lord Kames
- Alexander von Humboldt
- Wilhelm von Humboldt
- David Hume
- Francis Hutcheson
- Isaak Iselin
- Friedrich Heinrich Jacobi
- Thomas Jefferson
- Soame Jenyns
- Johann Heinrich Gottlob von Justi
- Immanuel Kant
- William King
- Ernst Ferdinand Klein
- Martin Knutzen
- Joseph Louis Lagrange
- Jean-Baptiste-Pierre-Antoine de Monet de Lamarck
- Johann Heinrich Lambert
- Julien Offray de La Mettrie
- Johann Joachim Lange
- Pierre-Simon Laplace
- Johann Kaspar Lavater
- Antoine-Laurent Lavoisier
- Edmund Law
- William Law
- Jean Le Clerc
- Gottfried Wilhelm Leibniz
- John Leland
- Gotthold Ephraim Lessing
- Carl von Linné
- Mikhail Vasilyevich Lomonosov
- Johann Christian Lossius
- Jakob Friedrich Ludovici
- Gabriel Bonnot de Mably
- Sir James Mackintosh
- Solomon Maimon
- Bernard Mandeville
- Pierre-Louis Moreau de Maupertuis
- Georg Friedrich Meier
- Christoph Meiners
- Moses Mendelssohn
- Johann Bernhard Merian
- Jean Meslier
- Conyers Middleton
- John Millar
- Charles Louis de Secondat Baron de Montesquieu
- Karl-Philipp Moritz
- Lodovico Antonio Muratori
- Petrus van Musschenbroek
- Daniel Nettelbladt
- Friedrich Nicolai
- Thomas Paine
- William Paley
- Johann Heinrich Pestalozzi
- Ernst Platner
- Louis-Jean Lévesque de Pouilly
- Richard Price
- Joseph Priestley
- René-Antoine Ferchault de Réaumur
- Thomas Reid
- Hermann Samuel Reimarus
- Adolf Friedrich von Reinhard
- Karl Leonhard Reinhold
- Jean-Jacques Rousseau
- Andreas Rüdiger
- Thomas Rutherforth
- Friedrich Wilhelm Joseph Schelling
- Joseph Christoph Friedrich von Schiller
- Karl Wilhelm Friedrich von Schlegel
- Friedrich Daniel Ernst Schleiermacher
- August Ludwig von Schlözer
- Gottlob Ernst Schulze
- Johann Salomo Semler
- Anthony Ashley-Cooper, 3.º Conde de Shaftesbury
- Emmanuel-Joseph Sieyès
- Adam Smith
- Johann Joachim Spalding
- Karl Friedrich Stäudlin
- Dugald Stewart
- Johann Georg Sulzer
- Carl Gottlieb Svarez
- Johann Nicolaus Tetens
- Christian Thomasius
- Benjamin Thompson
- Ludwig Philipp Thümmig
- Dietrich Tiedemann
- Matthew Tindal
- John Toland
- John Horne Tooke
- Anne Robert Jacques Turgot
- George Turnbull
- Emer de Vattel
- Marquês de Vauvenargues
- Giambattista Vico
- Voltaire
- Johann Georg Walch
- Daniel Waterland
- Richard Watson
- Isaac Watts
- William Whiston
- Christoph Martin Wieland
- Christian Wolff
- William Wollaston
- Mary Wollstonecraft
- Thomas Woolston
- Johann Heinrich Zedler
- Francois de Salignac de la Mothe Fénelon